# Березуйка (приток Оки)
Березуйка — река в Болховском районе Орловской области. Исток реки находится в 2,5 км на юго-запад от деревни Григорово, на отметке высоты около 210 м, течёт на северо-восток, впадает в 1297 км от устья по левому берегу реки Ока, у северной окраины села Чегодаево, на отметке высоты 134 м. Длина реки составляет 22 км, площадь водосборного бассейна — 186 км².

## Данные водного реестра
По данным государственного водного реестра России относится к Окскому бассейновому округу, водохозяйственный участок реки — Ока от города Орёл до города Белёв, речной подбассейн реки — бассейны притоков Оки до впадения Мокши. Речной бассейн реки — Ока.
Код объекта в государственном водном реестре — 09010100212110000018520.

### Притоки
- Гремучий (пр)
- Березуй (лв)